# Showmen 2 (album)
Showmen 2 è un album degli Showmen 2 pubblicato nel 1972.

## Il disco
I testi sono di Franco Del Prete mentre le musiche sono di Giuseppe Botta, tranne Ma che uomo sei e Epitaffio, con musiche di James Senese.

## Tracce
LATO A
1. Abbasso lo zio Tom - 6:48
2. Amore che fu - 8:14
3. Corri uomo - 7:02

LATO B
1. E la vita continua - 4:43
2. Ma che uomo sei - 7:32
3. Epitaffio - 7:09

## Formazione
- James Senese - sax, flauto, percussioni, voce
- Gianmichele Mattiuzzo - tastiere, voce
- Mario Archittu - trombone, pianoforte
- Piero Alonso - chitarra
- Giuseppe Botta - basso, voce
- Franco Del Prete - batteria, percussioni